# Raúl Valle
Raúl N. Valle – portorykański zapaśnik walczący w obu stylach. Srebrny medalista igrzysk Ameryki Środkowej i Karaibów w 1982 roku.